# Над виступом
Над виступом (англ. Over the Ledge) — американська короткометражна драма режисера Фреда Келсі 1914 року.

## У ролях
- Воллес Рід — Боб
- Ірен Хант — Мейбл
- Ральф Льюїс
- Дональд Крісп
- Люсіль Браун
- Бела Барнс
- Ірвінг Каммінгс
- Говард Гейдж
- Джозеф Енабері
- Джордж Сігман